# 801 T.T.S. Airbats
801 T.T.S. Airbats (青空少女隊, Aozora Shōjotai, lit. "The Blue Sky Girls Squad") é um mangá idealizado por Shimizu Toshimitsu que mais tarde também foi adaptado para televisão em sete episódios como anime, produzido pelo Estúdio Fantasia e Victor Entertainment. A séria foi lançada no Japão com episódios entre 1994 e 1996, que também foi licenciada para o idioma Inglês e distribuído por ADV Films. A série esta fora do ar desde 2005.
O "plot" foca em atividades do técnico Takuya Isurugi, que é transferido para unidade no começo da série, Isurugi é um otaku que iniciamente causa uma má impressão com os outros quatro pilotos da unidade que são todas mulheres.
A trama da uma leve rivarolta quando dois dos pilotos, Miyuki Haneda e Arisa Mitaka, se apaixonam pelo Isurugi. Isto inflama a rivalidade que já existia, o que causa vários problemas de cooperação em pleno ar. Quando JASDF já está considerando sair da unidade, Isurugi persuade as garotas a trabalharem juntas para aumentar a performance e salvar o time.
Os três primeiros episódios tratam do triângulo amoroso entros os pilotos e Isurugi, entretanto os quatro últimos episódios voltam a ser um típico anime.

## Lista de personagens
Lista de Personagens
- Haneda Miyuki

Um dos dois pilotos no 801st, Miyuki é considerada como "goody good", sempre sendo educada e amigável, não é do tipo que quebra as regras ou entra em confusões. Ela foi colocada no projeto 801st depois que ela atingiu seu oficial superior com um soco, embora Mitaka tenha uma versão diferente do incidente. Miyuki e Mitaka não se dão muito bem, uma parte por as suas personalidade serem opostas, apesar da rivalidade elas conseguem trabalhar juntas e quando chega a hora elas formam um excelente time. Miyuki pensou inicialmente que Isurugi era um pervertido (principalmente por ele ter visto ela acidentalmente tomando banho). Apesar de tudo seu amor cresceu por ele e ela compete com Mitaka pela sua atenção.
Vozes de Aya Hisakawa em Japonês, Sascha Biesi em Inglês.
- Isurugi Takuya

A estrela da Série, Isurugi é um mecanico muito impulsivo que adora tudo sobre aviões. Ele conserta e trabalha neles para a 801st e entra no time no começo da série. Isurugi é muito positivo e otimista, ele mantém o espírito de time elevado e acredita que qualquer um que ame aviões tanto não podeser má pessoa. Ele primeiro desenvolve uma relação com Miyuki que causa inveja em Mitaka, que até mesmo tenta separá-los espalhando rumores sobre Miyuki. Isurugi ainda se importa com Mitaka até mesmo quando ela desenvolve uma febre, e eventualmente as duas garotas se apaixonam por ele. Isurugi nervosamente não consegue decidir entre as garotas e os estados "Uma será minha namorada, a outra será minha amante!" Apesar de ser incapaz de escolher, Isurugi mantém amizade forte com ambas as garotas e permanece positivo e otimista.
Vozes de Shinichiro Miki no Japão, Robert Newell em Inglês.
- Kengamine Kouji

O furtivo comandante da 801st divisão. Kouji não faz mistério o fato de que ele despreza estar no comando da 801st, ele constantemente tenta descobrir uma nova maneira de debandar a equipe ou ganhar uma promoção para escapar. Ele pensa que a ideia de pilotos femininas é absolutamente ridicula, e sempre se chateia quando a equipe passa por mais um exame ou teste. Kouji tem uma rivalidade com Mitsuru Konishi, que o conhece desde o seu tempo de treinamento na academia. Apesar de seu ódio pela 801st, ele os defendeu quando o time americano de voo (The Thunderbirds) insultou a qualidade dos pilotos japoneses, Kouji é muito orgulhoso de ser um piloto japonês.
Vozes de Hideyuki Umezu no Japão, Michael Dalmon em Inglês.
- Mitsuru Konishi

O capitão da 801st e rival da época de escola de Kengamine Kouji. Konishi é um homem tranquilo e calmo, que fala em tons bem altos e quase nunca é visto sem óculos escuros. Konishi é um grande apoio dos membros de sua equipe e trabalha muito para evitar o debandamento. Quando ele era mais novo, Konisi ganhou um concurso de comer ramen e era colega de Kouji. Antes de virar capitão, Konishi era secretamente apaixonado por Saginomiya Sakura entretanto seu melhor amigo, Toshimitsu Tokaji, também era, e Sakura era apaixonada por Tokaji. Konishi até mesmo pediu a mão de Sakura no dia do exame de voo dela, porém ela pensou que fosse Tokaji e disse seu nome, o que forçou Konishi a dizer que Tokaji era na verdade a pessoa "real" entregando a ela o anel. Ele não sabia que ela secretamente retornava seu afeto, e se torna extremamente doente toda vez que Sakura canta Karaoke.
Vozes de Norio Wakamoto no Japão, David Arnsberger em Inglês.
- Arisa Mitaka

Uma das melhores pilotos da 801st, e uma rival constante para Miyuki em termos de voo e amor. Mitaka é mais na dela e normalmente mais agressiva e hostil paraos outros, ela é tida por encrenqueira e constantemente está brigando com Miyuki e tentanto magoá-la de qualquer jeito que ela consiga. Mitaka é a melhor piloto da equipe e provou isto em muitas ocasiões. Mitaka a princípio não ligava para Isurugi, porém ficou enciumada quando ele e Miyuki começaram a namorar. Ela entõão começou a espalhar rumores e "fingiu" estar doente para arruinar a relação de Miyuki com Isurugi. Entretanto, ela acabou se apaixonando por ele também e tenta ferozmente ganhar seu amor competindo com Miyuki. Mitaka salvou a vida da neta de um general de muito renome e até mesmo competiu contra a força aérea americana. Ela é uma competidora feroz, com espírito forte e muito teimosa.
Vozes de Ai Orikasa no Japão, Stacey Sperling em Inglês.
- Saginomiya Sakura

Sakura é a segunda em comando no time e pega Isurugi para deixá-lo no quartel general da 801st no começo do primeiro episódio. Ela tem um cachorro bem velho chamado Patriota (que ela ama muito) e é uma apostadora compulsiva. Sakura aposta em virtualmente tudo desde testes de voo, campeonatos de comida, corrida de cavalos, e ela aparentemente é muito boa nisso. Sakura aa Karaoke apesar de seus colegas de equipe terem um estranho medo de sua voz. Quando Sakura era mais nova, ela ficou conhecida como uma das melhores pilotos femininas e suas habilidades foram na verdade um dos motivos para a 801st ser formada, o que causou tensão entre outras pilotos femininas que por inveja de seu talento e por ter roubado o coração do melhor amigo de Konishi, Tokaji. Tanto Tokaji quanto Konishi eram apaixonados por Sakura, mas ela parecia interessada apenas em Tokaji. No dia do seu exame de voo, Tokaji prometeu que iria ver o exame mas foi distraido por 3 garotas invejosas. Konishi correu até sakura e pediu a mão dea em casamento, mas ela esperava Tokaji e disse seu nome, forçando Konishi a entregar-lhe o anel em nome de Tokaji. Sakura aceitou o anel e usa ele até hoje, nunca descobrindo até os últimos dias que Konishi é que havia proposto e, apesar de nunca ser claramente decladado, é implícito que ela tem fortes sentimentos por Konishi e parece amá-lo também.
Vozes de Kikuko Inoue no Japão, Shawn Sides em Inglês.
- Shimorenjaku Yoko

A meiga e pequenagarota de cabelo rosa conhecida como Yoko é usada basicamente como o alívio cômico da série. Ela é muito fã de doces, fica indecente quando está bêbada, tem um morcego de estimação que morde as pessoas que ficam assustadas ou que ele não conhece. Este morcego é também o mascote do time. Yoko é conhecidapor ter uma voz irritante (em inglês pelo menos) e tem atitudes imaturas e de criança. Yoko é a piloto menos experiente e não chega nem perto de Mitaka ou Miyuki, como Kengamine Kouji disse uma vez "Yoko é o tipo de piloto que tirou sua licença numa caixa de cereal."
Vozes de Yukana Nogami no Japão, Maxine O em Inglês.

## Aviões
- Kawasaki T-4
- F-15J Eagle
- F-4EJ Phantom II
- Kawasaki C-1
- C-130 Hercules
- F-16A Fighting Falcon (Thunderbirds)
- F-16B Fighting Falcon
- F-14 Tomcat
- Su-35 Super Flanker
- Tu-95 Bear
- UH-60J Black Hawk
- KV-107